# Brienne de Tarth
Brienne de Tarth és un personatge fictici de la saga Cançó de gel i foc de George R. R. Martin. La seva primera aparició es produeix en el llibre Xoc de reis i compta amb capítols propis en el quart llibre de la saga, Festí de corbs.
Brienne és la filla única i hereva de Lord Selwyn Tarth de Castell del Capvespre; tenia tres germans, cap dels quals va sobreviure més enllà de la infantesa. La seva família deu lleialtat a la Casa Baratheon de Bastió de Tempestes. La Casa Tarth governa l'illa de Tarth, situada a un marge de Badia de Naufragis.

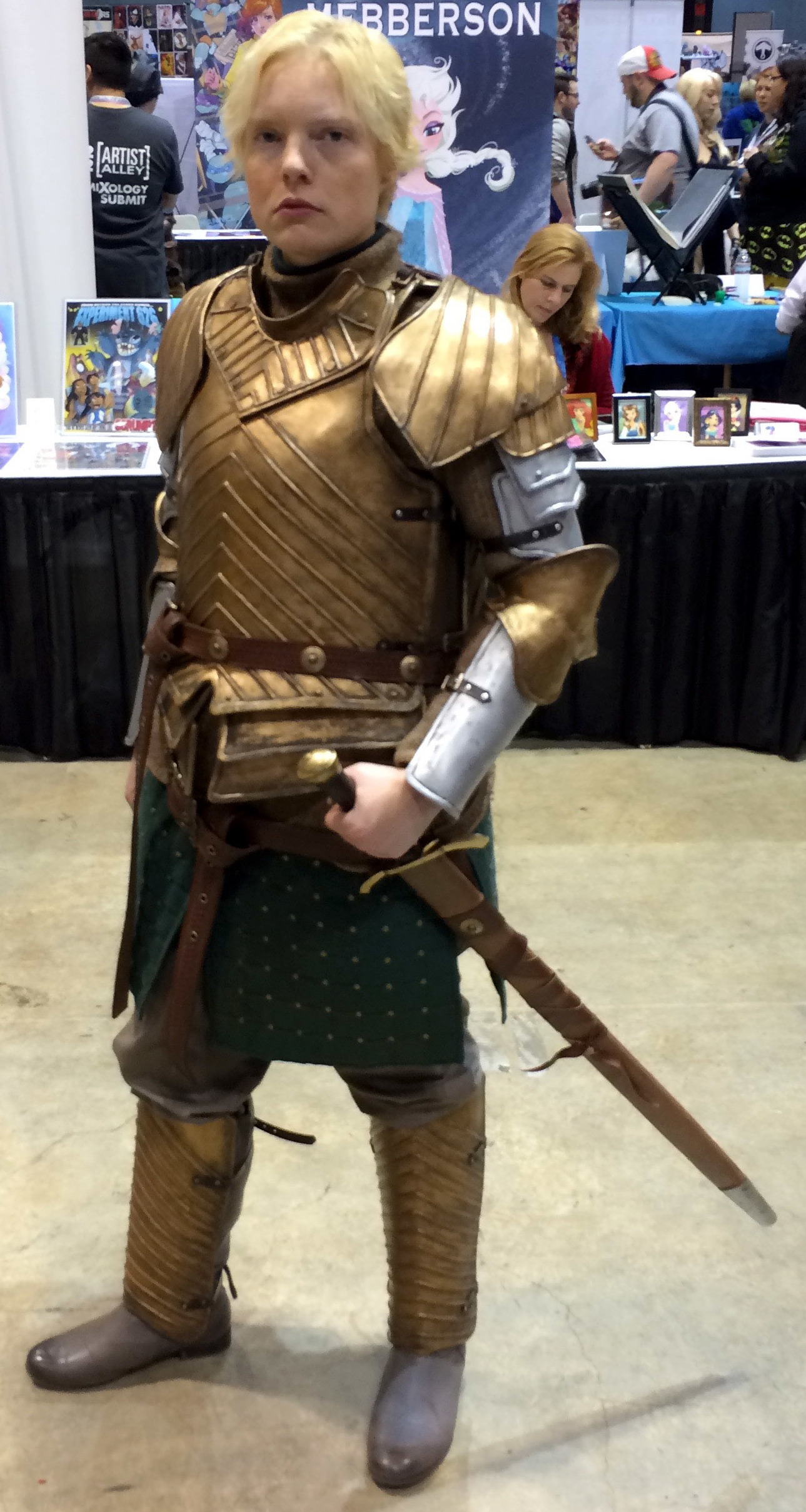
2015 C2E2 Cosplay - Brienne of Tarth

## Descripció
Brienne destaca per tenir uns trets anormalment masculins: molt alta, musculosa, pit pla i ample, pèl ros, amples pigues en la cara, dents tortes i una boca ampla de gruixuts llavis que semblen inflats. Jaime Lannister destaca que l'única cosa atractiva que posseeix són els seus grans ulls blaus.
Arran del seu aspecte físic poc atractiu, Brienne ha estat fruit de burles i menyspreus des de la seva infantesa. Quan tractava d'aparentar ser una dama, tots se'n reien per la seva lletjor i les seves maneres poc femenines, i quan va començar a vestir-se i actuar com un cavaller va rebre el rebuig i el menyspreu d'aquells que consideraven que la cavalleria no era per a una dona, per molta habilitat que pogués demostrar. Malgrat tot això, Brienne té una confiança gairebé ingènua en els valors de la cavalleria i, potser a causa que busca guanyar-se el respecte dels altres, tracta sempre de viure respecte a l'ideal dels cavallers. És una dona honesta i lleial encara que també tossuda i brusca; no destaca en les seves relacions amb els altres, mostrant-se sempre retreta i callada, potser a causa del rebuig i les burles que ha hagut de viure al llarg de la seva vida.
Se sap que és una espadatxina excel·lent, reconeixent això cavallers com Jaime Lannister o Renly Baratheon, que van saber veure la seva destresa més enllà del seu poc agraciat aspecte femení.

## Història
Filla de Lord Selwyn Tarth, Brienne es va convertir en l'única filla viva del senyor de Tarth quan el seu germà major va morir ofegat en la infantesa i dues germanes seves van morir en el bressol. A causa de la seva posició com a hereva de Tarth, al llarg de la seva vida va tenir molts pretendents però ella mai va estar interessada en cap, ja que no podia estimar a algú més feble que ella, a més sabia que l'interès d'aquells homes no es devia ni al seu físic ni a la seva personalitat. Quan va començar a interessar-se en la cavalleria, el seu pare no solament no l'hi va impedir sinó que ho va acceptar en veure que la seva filla era més feliç amb una espasa que brodant o estudiant dansa.
Ja en la seva joventut, el seu pare va poder concertar-li matrimonis: el primer va ser amb un fill menor de Lord Bryen Caron, però el noi va morir quan tenia 9 anys. El segon va ser amb Ronnet Connington, bastant major que ella i que era cap de la decadent Casa Connington, creient que Brienne seria un gran partit per a ell. Ser Ronnet la va visitar i li va regalar una rosa però li va dir que això seria l'únic que obtindria d'ell. Posteriorment va estar compromesa amb Ser Humfrey Wagstaff, el qual aspirava que Brienne es convertís en una esposa a l'ús quan contraguessin matrimoni; Brienne va respondre que solament acceptaria en cas que pogués derrotar-la en combat, acabant Ser Humfrey amb diversos ossos trencats i l'honor tacat. Després d'aquests successos, el seu pare va desistir de buscar-li marit i li va permetre centrar-se únicament en les seves aficions de cavaller.
La seva concepció dels homes va canviar quan va conèixer a Renly Baratheon, el Senyor de Bastió de Tempestes. Renly va visitar Tarth i va conèixer a la jove Brienne, a la qual va tractar amb cortesia i ella va acabar enamorant-se d'ell. El seu pare aviat la va enviar a Bastió de Tempestes.

### Xoc de reis
Després de la mort del rei Robert Baratheon, Renly es trasllada a Altjardí on es proclama Rei dels Set Regnes amb el suport de la Casa Tyrell i dels seus propis vassalls de les Terres de Tempestes, alguns dels quals recolzen al seu germà Stannis. Brienne forma part de l'exèrcit de Renly que marxa cap a Desembarcament del Rei. En arribar a un bastió anomenat Puenteamargo, Brienne observa atònita com diversos cavallers comencen a pretendre-la i a tractar-la amb cortesia. Ella comença a pensar que potser està començant a ser acceptada, fins que Lord Randyll Tarly li revela que aquests cavallers havien apostat qui seria el primer a emportar-se la seva virginitat. La ràbia de Brienne esclata durant un torneig que se celebra en Pontamarg, derrotant a alguns dels seus cavallers burletes i al mateix Loras Tyrell, el «Cavaller de les Flors». Renly Baratheon la recompensa atorgant-li un lloc en el seu Guàrdia Arcoiris.
Brienne assisteix a Renly en tot moment i es converteix en el seu guardaespatlles més proper. Està present durant les negociacions de Renly amb Catelyn Tully i al parlament entre Renly i el seu germà Stannis. En el matí anterior a la batalla entre tots dos germans, Brienne estava armant al rei quan una ombra apareix en la seva tenda de campanya i assassina a Renly davant els ulls de Brienne i de Lady Catelyn. Brienne és acusada del seu assassinat, però amb ajuda de Catelyn aconsegueix escapar; sense cap lloc on anar, Brienne vol venjar-se de Stannis al que creu responsable de la mort de Renly, però Catelyn la convenç d'entrar al seu servei. Brienne es converteix en guardaespatlles de Catelyn.

### Tempesta d'espases
Quan Catelyn s'assabenta que els seus fills Bran i Rickon Stark han estat assassinats, li demana a Brienne que escorti a Jaime Lannister (presoner del seu fill Robb Stark) fins a Desembarcament del Rei on ha d'intercanviar-ho per Sansa i Arya Stark. Acompanyats per Cleos Frey, Brienne i Jaime parteixen a través de les Terres dels Rius on Brienne ha d'aguantar les contínues provocacions i burles de Jaime cap a ella. El grup travessa diversos contratemps: Cleos mor a les mans d'un grup de bandits i Jaime aconsegueix aprofitar un moment de distracció per a aconseguir una espasa i combat contra Brienne, i encara que està amb les mans lligades, resulta ser igualat; a la meitat del combat són capturats per la Companyia Audaç, que treballa per als del nord després de trair als Lannister.
La companyia de mercenaris tracta de portar-los fins a Harrenhal, i pel camí li tallen la mà dreta a Jaime i tracten de violar a Brienne, encara que Jaime aconsegueix evitar-ho. Sense les seves capacitats de lluita, Jaime està molt deprimit i el seu sentit de viure, encara que Brienne aconsegueix convèncer-lo de centrar-se a venjar-se. En arribar a Harrenhal, Jaime li explica a Brienne els motius pels quals va assassinar al rei Aerys II Targaryen i de com va evitar el genocidi de la població de Desembarcament del Rei.
Tots dos reben la visita de Roose Bolton, que està al comandament de Harrenhal amb l'ajuda de la Companyia Audaç. Lord Roose sap que Jaime és un presoner valuós, però no Brienne. Decideix alliberar a Jaime amb la promesa que li exculparà de la pèrdua de la seva mà però decideix mantenir a Brienne en Harrenhal com "divertiment" per a la Companyia Audaç. Pel camí, Jaime decideix tornar a rescatar a Brienne i en arribar a Harrenhal la troba lluitant en un fossat contra un gegantesc os armada únicament amb una espasa de fusta, en una paròdia de la cançó La Donzella i l'Ós. Jaime es llança a rescatar-la i aconsegueix evitar que l'os la mati, després tots dos parteixen junts cap a Desembarcament del Rei.
Tots dos arriben a la capital després de l'assassinat del rei Joffrey Baratheon. Loras Tyrell culpa a Brienne de l'assassinat de Renly i planeja arrestar-la, encara que Jaime el convenç que és innocent. En els successos de les Noces Vermelles moren tant Robb Stark com Catelyn Tully, i Jaime li lliura la seva espasa d'acer valyrio, Guardajuramentos, amb la qual li encarrega rescatar a Sansa Stark, a més d'un salconduit real per poder complir la seva missió. Jaime reconeix per a si mateix que els seus viatges amb Brienne, i l'honorabilitat i creença d'ella en els valors de la cavalleria li han influenciat en gran manera.

### Festí de corbs
Brienne arriba a la Vall Fosca on es troba amb Podrick Payne, un noi que va ser escuder de Tyrion Lannister. Brienne cerca aferrissadament a Sansa i arriba a Poza de la Donzella, una ciutat portuària a les Terres dels Rius on es topa amb Lord Randyll Tarly. Ell la reconeix i de mala gana accepta que prossegueixi la seva cerca, encara que li segueix recomanant que torni a Tarth amb el seu pare, ja que segons ell la cavalleria no és assumpte de dones.
En el seu camí es topa amb Ser Hyle Hunt, un dels seus pretendents en Pontamarg, que s'uneix a ella en la seva cerca, i també amb un subjecte anomenat Dick l'Àgil que insisteix a guiar-la fins a un lloc on podria trobar-se Sansa. El grup arriba a Murmuris, un bastió en ruïnes que estava ocupat per desertors de la Companyia Audaç que havien capturat a Brienne i a Jaime antany. Malgrat que Dick l'Àgil mor, Brienne aconsegueix acabar amb els mercenaris amb ajuda de Ser Hyle. Segons la informació que li van proporcionar els mercenaris, Brienne marxa a buscar a Sandor Clegane, que pel que sembla porta presonera a Arya Stark, l'altra filla de Lady Catelyn. De nou en Poza de la Donzella troben a un septó anomenat Meribald que els explica que Sandor Clegane està mort.
Creuant el riu Trident arriben a la ciutat de Salines, que ha estat arrasada per una partida de desertors de la Companyia Audaç al comandament de Rorge, el qual s'ha fet passar per Sandor Clegane. Brienne aconsegueix acabar amb Rorge en una fonda però és ferida pel seu company Mordedor, encara que és salvada en última instància per Gendry, el qual lliura a Brienne, Podrick i Ser Hyle a la Germanor sense Estendards.
Una ressuscitada Catelyn Tully, ara sota el nom de Lady Cor de Pedra, lidera la Germanor sense Estendards i creu que Brienne l'ha traït en veure l'espasa de Jaime Lannister. Brienne insisteix que està buscant a Sansa i a Arya per indicació de Jaime, però ella segueix sense creure-la i li dona a triar entre la forca o matar a Jaime Lannister per provar la seva lleialtat; Brienne es nega a fer-ho. Ser Hyle, Podrick i Brienne són condemnats a la forca, però just quan Podrick estava sent penjat, Brienne crida alguna cosa per salvar-ho.

### Dansa amb dracs
Jaime Lannister es troba a Arbre de Corbs combatent a la Casa Blackwood. Per a la seva sorpresa apareix la mateixa Brienne dient que Sandor Clegane ha capturat a Sansa i que si no va amb ell la matarà.

## Teories
S'especula que Brienne és una descendent de Ser Duncan l'Alt.
- Martin va esmentar que en Festí de Corbs apareixeria un descendent de Dunk.
- En aquest llibre, Brienne recorda un escut que va veure una vegada de nena en l'armeria del seu pare, que era idèntic al que va usar Dunk. Després va fer que pintessin el seu propi escut amb aquests colors.
- Tots dos eren extremadament alts i forts.

## Més informació
- Entrevista a George R. R. Martin sobre el personatge de Brienne de Tarth.